# Ryūdai Takano
Ryūdai Takano (鷹野隆大) (1963 -) est un photographe japonais. Il est chargé de cours à l'université Zokei de Tokyo (en).

## Biographie
Takano naît dans la préfecture de Fukui en 1963. En 1987, il est diplômé de l'Université Waseda, Faculté des sciences politiques et économiques, Département d'économie. Pendant ses études, il fait partie de la compagnie théâtrale étudiante "Teatoro 50".
En 2006, il remporte le 31e prix Kimura Ihei pour son livre photo In My Room (publié par Sokyusha en 2005).
En 2014, la police de la préfecture d'Aichi intervient lors de l'exposition Future Photographs, tenue au musée d'art de la préfecture d'Aichi, car certaines photographies de Takano montrant des organes génitaux sont estimées obscènes. Le musée prend des mesures telles que des restrictions d'âge et des panneaux d'explication.

## Thèmes et style
Dans ses photographies, il traite du genre et de la sexualité, principalement à travers la nudité masculine. Depuis 1998, il fait des photographies expérimentales en s'imposant une discipline de « photographie quotidienne »,.
Dans la série Kasubaba, Takano montre le chaos des villes japonaises.
Après la catastrophe du séisme de Tohoku en 2011, il expérimente avec des photographies d'ombres.